# 卢克·朗利
卢西恩·詹姆斯·“卢克”·朗利（英語：Lucien James "Luc" Longley，1969年1月19日—），澳洲前职业篮球运动员，身高218厘米，位置中鋒，是公牛王朝的主力中鋒之一，曾代表芝加哥公牛三次夺得NBA总冠军。
朗利出生于維多利亞州的墨尔本，后就读于美国新墨西哥州立大学。1991年，朗利大学毕业后参加1991年NBA选秀，于首轮第7顺位被明尼苏达灰狼选中。1994年被交易至芝加哥公牛，開始他的職業生涯最巔峰的時期，他在當時的綽號為“金剛”作為主力中鋒，他與麥可·喬丹、史考帝·皮朋、丹尼斯·羅德曼以及罗恩·哈珀是當時不可一世的公牛王朝的先發球員，并開啟公牛王朝的第二次三連霸。
隨著公牛王朝的解體，朗利于1998年被先签后换至鳳凰城太阳。在太阳队，朗利度过了两个不顺利的赛季。直至2000年，他被交易至纽约尼克。次年，朗利宣布退役。